# Algebraïsch getal
In wiskunde is een algebraïsch getal een reëel of complex getal dat een nulpunt is van een polynoom met gehele coëfficiënten. De polynoom is dus van de vorm
{\displaystyle f(x)=a_{n}x^{n}+a_{n-1}x^{n-1}+\ldots +a_{2}x^{2}+a_{1}x+a_{0}}
waarin {\displaystyle n>0}, alle {\displaystyle a_{i}} gehele getallen zijn en {\displaystyle a_{n}} ongelijk aan 0 is.
De polynoom {\displaystyle f(x)} mag ook met rationale coëfficiënten worden gekozen, een nulpunt van een polynoom met rationale coëfficiënten is ook het nulpunt van een polynoom met gehele getallen.
Als een getal meetkundig kan worden voorgesteld met een constructie met passer en liniaal, dan is het zeker algebraïsch. Het omgekeerde is niet waar: {\displaystyle {\sqrt[{3}]{2}}} en de sinus van 10° zijn algebraïsche getallen, maar het zijn tevens klassieke voorbeelden van niet-construeerbare getallen. Deze twee voorbeelden komen overeen met verdubbeling van het volume van een kubus en de driedeling van de hoek van 30°.

## Relatie met rationale getallen
Alle rationale getallen zijn algebraïsch, want een rationaal getal {\displaystyle p/q}, met {\displaystyle p} en {\displaystyle q} gehele getallen, is een oplossing van de vergelijking
{\displaystyle qx-p=0.}
Ook alle wortels van rationale getallen zijn algebraïsch, want een {\displaystyle n}-de-machtswortel van een rationaal getal {\displaystyle p/q} is een oplossing van de vergelijking
{\displaystyle qx^{n}-p=0.}
Veel algebraïsche getallen kunnen worden opgebouwd vanuit de gehele getallen met behulp van de basisoperaties optellen, aftrekken, vermenigvuldigen, delen en worteltrekken. Dit geldt echter niet voor alle algebraïsche getallen. Een tegenvoorbeeld wordt gevormd door de oplossingen van de volgende vijfdegraadsvergelijking.
{\displaystyle x^{5}+x+1=0}.
De oplossingen van deze vergelijking zijn duidelijk algebraïsch, maar zij kunnen niet met de wortels uit getallen worden geschreven. Dat is in overeenstemming met de stelling van Abel-Ruffini. Het omgekeerde geldt wel: alle getallen die met wortelvormen zijn te schrijven, zijn algebraïsche getallen. 
Voorbeeld 1
De zes complexe nulpunten van {\displaystyle x^{7}-1} zijn niet met wortels te schrijven.
Voorbeeld 2
De twee nulpunten van {\displaystyle x^{2}+x+1} zijn wel met wortelvormen te schrijven. De nulpunten zijn {\displaystyle {\tfrac {1}{2}}(-1+i{\sqrt {3}})} en {\displaystyle {\tfrac {1}{2}}(-1-i{\sqrt {3}})}. Zij verschillen in het imaginaire deel van teken.

## Getallenlichamen

### Getallen die met wortelvormen kunnen worden geschreven
Een bijzondere verzameling binnen de algebraïsche getallen zijn de getallen die met wortels kunnen worden geschreven. Daarbij mogen vierkantswortels en wortels van een hogere macht worden gebruikt en mag de vierkantswortel van een negatief getal blijven staan. Bijvoorbeeld
{\displaystyle {\tfrac {1}{2}}(1+i{\sqrt {3}})}
is een algebraïsch getal dat met wortelvormen en de basisoperaties kan worden geschreven.

### Algebraïsche getallenlichamen
Noem {\displaystyle \mathbb {A} } de verzameling van alle algebraïsche getallen. {\displaystyle \mathbb {A} } is algebraïsch gesloten, dat wil zeggen dat de nulpunten van een polynoom met coëfficiënten in {\displaystyle \mathbb {A} }, zelf ook in {\displaystyle \mathbb {A} } liggen. De inversen van algebraïsche getallen, lineaire combinaties en producten van algebraïsche getallen zijn zelf ook weer algebraïsch.
{\displaystyle \mathbb {A} } is een deellichaam van de complexe getallen {\displaystyle \mathbb {C} }, maar is kleiner dan {\displaystyle \mathbb {C} }. Als gevolg van de hoofdstelling van de algebra liggen alle algebraïsche getallen in het complexe vlak.
{\displaystyle \mathbb {Q} \subset \mathbb {A} \subset \mathbb {C} }
{\displaystyle \mathbb {A} } heet de algebraïsche sluiting van {\displaystyle \mathbb {Q} }.  Noteer {\displaystyle {\overline {\mathbb {Q} }}=\mathbb {A} }. {\displaystyle \mathbb {A} } is net zoals {\displaystyle \mathbb {Q} } aftelbaar. {\displaystyle \mathbb {C} } is de algebraïsche sluiting van de reële getallen {\displaystyle \mathbb {R} }.
Als aan {\displaystyle \mathbb {Q} } een of meer algebraïsche getallen worden toegevoegd, ontstaat als uitbreiding een algebraïsch getallenlichaam, genoteerd als {\displaystyle \mathbb {Q} (\alpha _{1},\ldots ,\alpha _{n})}.

### Transcendente getallen
Reële, of complexe, getallen die niet algebraïsch zijn, heten transcendente getallen. Het aantal algebraïsche getallen is aftelbaar oneindig, omdat het aantal polynomen met gehele coëfficiënten en het aantal nulpunten per polynoom aftelbaar is. Er zijn overaftelbaar veel transcendente getallen.

## Algebraïsch gehele getallen
De algebraïsch gehele getallen zijn de getallen die het nulpunt zijn van een monisch (of moniek) polynoom. Een monisch polynoom is een polynoom, waarvan de coëfficiënt van de hoogste macht 1 is:
{\displaystyle f(x)=x^{n}+a_{n-1}x^{n-1}+a_{n-2}x^{n-2}+\ldots +a_{0}}.